# I am not a Dog on a Chain
I Am Not a Dog on a Chain (del inglés No soy un perro encadenado) es el decimotercero álbum de estudio por Morrissey, lanzado a través de BMG el 20 de marzo de 2020. Es su primer trabajo original desde su álbum de 2017, Low in High School.

## Contexto
Morrissey venía promocionando el álbum desde el 9 de enero de 2020, cuando lanzó el sencillo Bobby, Don’t You Think They Know?, que cuenta con la colaboración de la estrella de Motown Thelma Houston.
En una declaración Morrissey lo llamóː "lo mejor de mí" y "demasiado bueno para ser real" (...) demasiado cierto para ser bueno".
El ganador del Grammy y productor del álbum Joe Chiccarelli afirmóː "He producido cuatro álbumes para Morrissey (...) éste es el más audaz y aventurero hasta el momento".

### Grabación
Morrissey realizó sesiones de grabación para el álbum en los estudios La Fabrique, en Francia, y el Sunset Sound de Hollywood, en California.

## Recepción
El álbum recibió críticas mixtas, en su mayoría negativas. A pesar de ello, la mayoría de los críticos coinciden en que es su mejor trabajo en años.
Libby Cudmore, de Albumism, expresó la decadente imagen del artista y su descenso a la irrelevancia.
Jake Cudsi, de The Independent le dio una calificación de 2/5 y afirmóː "I Am Not a Dog tiene sus momentos, pero son breves y prácticamente se pierden en medio de las incursiones más experimentales. Morrissey no está tan atado como cree que sus admiradores más devotos, o él mismo, creen, pero parece destinado a vivir el resto de su carrera persiguiendo su propia cola."
Laura Snapes de The Guardian también le dio calificación de 2/5 y se lamenta de su desempeño diciendoː "Morrissey sabe exactamente quién es: una víctima, aunque nunca admitirá que se lo hace a sí mismo. Su timidez socava su alegría aparente como un narrador de la verdad, mientras que su recurso a la lamentación superanimada ignora el potencial de artistas posteriores como Bowie y Cohen para superar sus glorias juveniles. A este ritmo, nunca se sentará junto a ellos."
AllMusic le dio 3/5, y el crítico Stephen Thomas Erlwine afirmó que ""uno de los mejores discos de Morrissey de los últimos días", pero denunció cuán "plácido y complaciente ha sido por la mejor parte de una década".
Will Hodgkinson de The Times fue un poco más generoso y le dio 3/5, calificándolo de su mejor trabajo en años, pero no su mejor faceta. NME también le dio 3/5.